# Waldbardau
Waldbardau ist eine zur Ortschaft Großbardau der Großen Kreisstadt Grimma gehörige Siedlung im Landkreis Leipzig in Sachsen. Sie liegt in der Gemarkung von Großbardau, mit dem sie am 1. Januar 2006 zur Stadt Grimma kam.

## Geographie

### Geographische Lage und Verkehr
Waldbardau befindet sich in der nordöstlichen Gemarkung von Großbardau, direkt südlich von Grimma, von dem die Siedlung durch eine Wiese und ein Gewerbegebiet getrennt ist. Waldbardau grenzt im Osten an das Klosterholz und im Westen an die Bahnstrecke Borsdorf–Coswig. Westlich von Waldbardau verläuft die Staatsstraße 11, jenseits des Klosterholzes im Osten die Bundesstraße 107.

### Nachbarorte
|            | Grimma                                      |                       |
|            | Kompassrose, die auf Nachbargemeinden zeigt | Nimbschen (zu Grimma) |
| Großbardau |                                             | Schaddel, Großbothen  |

## Geschichte
Waldbardau ist mit Abstand der jüngste die vier Ortsteile der Ortschaft Großbardau. Die Siedlung entstand im Jahr 1932 in der nordöstlichen Gemarkung von Großbardau zwischen der Bahnstrecke Borsdorf–Coswig und dem Klosterholz im Osten. Ursprünglich als Wochenendgebiet gedacht, entwickelte sich der Ort zu einem ansehnlichen Dorf mit rund 300 Einwohnern.
Durch die zweite Kreisreform in der DDR im Jahr 1952 wurde die Gemeinde Großbardau mit Waldbardau dem Kreis Grimma im Bezirk Leipzig angegliedert, der seit 1990 als sächsischer Landkreis Grimma fortgeführt wurde und 1994 im Muldentalkreis bzw. 2008 im Landkreis Leipzig aufging. Seit der Eingemeindung der Gemeinde Großbardau nach Grimma am 1. Januar 2006 bildet Waldbardau einen von vier Ortsteilen der Ortschaft Großbardau der Großen Kreisstadt Grimma.